# Stàraia Malínovka
Stàraia Malínovka (en rus: Старая Малиновка) és un poble de l'óblast de Kírov, a Rússia, segons el cens del 2010 tenia 232 habitants. Pertany al districte (raion) de Viàtskie Poliani.